# Elecciones al Parlamento Europeo de 1979 (Alemania Occidental)
En las elecciones al Parlamento Europeo de 1979 en Alemania Occidental, celebradas el 10 de junio, se escogió a los 81 representantes de dicho país para la primera legislatura del Parlamento Europeo.

## Resultado
| Datos de participación | Datos de participación | Datos de participación |
| ---------------------- | ---------------------- | ---------------------- |
| Censo electoral        | 42.751.940             | 100%                   |
| Votos                  | 28.098.872             | 65,7%                  |
| Abstención             | 14.653.068             | 34,3%                  |
| Votos a candidaturas   | 27.847.109             | 99,1%                  |

| ← Elecciones al Parlamento Europeo de 1979 → |            |        |         |
| Partido                                      | Votos      | %      | Escaños |
| Partido Socialdemócrata de Alemania (SPD)    | 11.370.045 | 40,83% | 35      |
| Unión Demócrata Cristiana de Alemania (CDU)  | 10.883.085 | 39,08% | 34      |
| Unión Social Cristiana de Baviera (CSU)      | 2.817.120  | 10,12% | 8       |
| Partido Democrático Libre (FDP)              | 1.662.621  | 5,97%  | 4       |
| Los Verdes (GRÜNE)                           | 893.683    | 3,21%  | 0       |
| Partido Comunista Alemán (DKP)               | 112.055    | 0,40%  | 0       |
| Christliche Bayerische Volkspartei (CBV)     | 45.311     | 0,16%  | 0       |
| Europäische Arbeiter-Partei (EAP)            | 31.822     | 0,11%  | 0       |
| Partido de Centro (ZENTRUM)                  | 31.367     | 0,11%  | 0       |